# Паунд, Джеймс
Джеймс Паунд (устаревшее: Поунд, англ. James Pound, 1669[…] — 1724[…]) — английский астроном, член Королевского общества (1699). Прекрасные наблюдения Паунда, в том числе спутников Юпитера, послужили основанием для теоретических исследований Джеймса Брэдли, его племянника и ученика.